# Secular Haze
«Secular Haze» es un sencillo de la banda de heavy metal sueca Ghost. La canción fue publicada como sencillo principal del segundo álbum de estudio de la banda, Infestissumam. La canción alcanzó el puesto 22 en la Suomen virallinen lista.

## Historia y publicación
El 14 de diciembre de 2012, Ghost creó el sitio web SecularHaze.com. Este sitio contenía un clip en sonido de una nueva canción de Ghost pero sin vocales. En la página había un reloj contando hacia atrás y cinco velas, cada una representando un elemento de la nueva canción cuando el usuario le pasaba por arriba con el mouse. Al día siguiente, la banda publicó una nueva canción a su canal de YouTube oficial, también llamada «Secular Haze». Más tarde ese día, ellos hicieron un concierto especial en su tierra natal, Linköping, presentando todo el Opus Eponymous junto con «Secular Haze» y un cover de «I'm a Marionette». Antes de que fuera tocada «Secular Haze», el vocalista de la banda, Papa Emeritus, desapareció en lo negro del escenario para ser reemplazado por Papa Emeritus II. Luego de este concierto, SecularHaze.com fue actualizado, agregando una sexta vela, la cual contenía las vocales de la canción. Cuatro días después, la banda anunció el título de su segundo álbum de estudio, Infestissumam, junto con la página Infestissumam.com, la cual mostraba la lista de canciones del álbum.

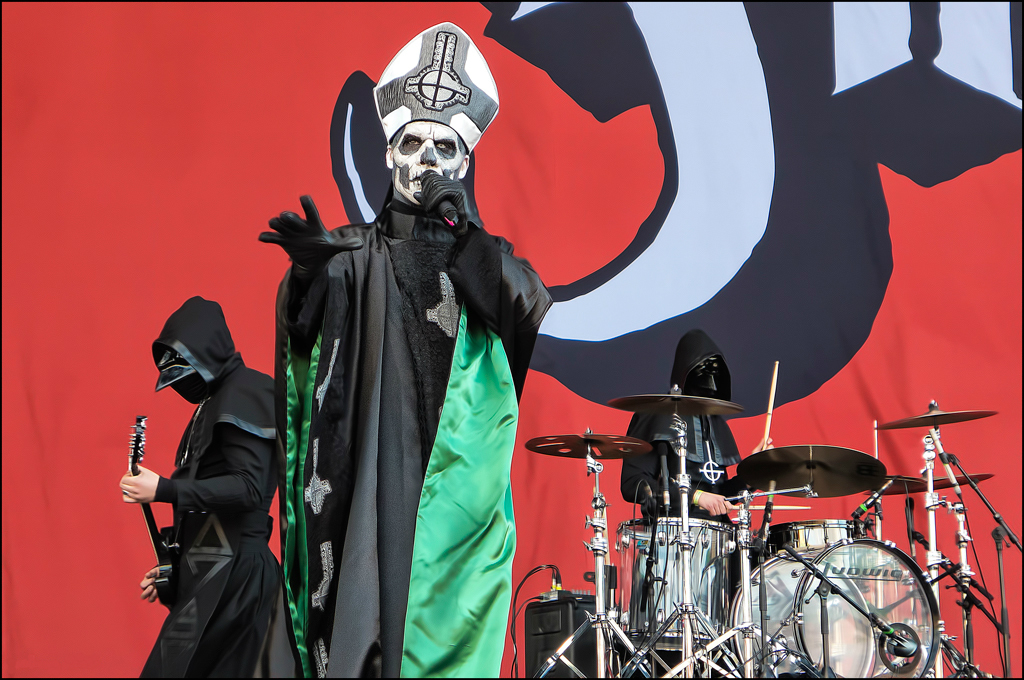
Ghost en el Festival Sonisphere de 2013, España.

«Secular Haze» fue el primer sencillo del álbum, ofrecido como una descarga gratuita para los fanes que se registraban a su lista de noticias por correo electrónico desde el 15 de diciembre de 2012. Una versión limitada del vinilo de 10” del sencillo fue publicada más tarde. Eligiendo «Secular Haze» como el primer sencillo del álbum, un Ghoul dijo "queríamos presentar una canción del nuevo álbum que muestre su propio estilo pero sin alejarse tanto del estilo del primer álbum". El lado B del sencillo es un cover de «I'm a Marionette» de ABBA, en la cual se presenta a Dave Grohl de Nirvana y Foo Fighters en la batería y en la producción. La colaboración ocurrió cuando, antes de ir a Nashville a grabar el álbum, Ghost tenía varias versiones en demo y estaban discutiendo si deberían incluirlos en el álbum. " ... estábamos en un festival en Europa y estaba tocando Foo Fighters, y nosotros sabíamos que Dave era un fan, y cuando hablamos con él luego de algunos apretones de manos y algunas risas, estábamos como OK, ¿Así que te gustó la banda? ¿Entonces quieres hacer algo? Y él dijo que sí, y un mes después estábamos en su estudio en Los Ángeles haciendo esto." La versión de Ghost de «I'm a Marionette» fue incluida en la edición japonesa de Infestissumam, además de en la versión de lujo, Infestissumam Redux. Este y otro material fue grabado con Grohl en el EP If You Have Ghost, el cual también incluye una grabación en vivo de «Secular Haze».

## Videoclip
Ghost grabó su primer videoclip para «Secular Haze» en Linköping, con el director Amir Chamdin. Fue publicado en el canal de YouTube oficial de la banda el 19 de febrero de 2013. El vídeo muestra a la banda en concierto, grabado como un show de televisión de los años 1970.

## Lista de canciones
| N.º   | Título                             | Escritor(es)                   | Duración |  |
| 1.    | «Secular Haze»                     | A Ghoul Writer                 | 5:11     |  |
| 2.    | «I'm a Marionette» (cover de ABBA) | Benny Andersson, Björn Ulvaeus | 4:52     |  |
| 10:03 |                                    |                                |          |  |

## Miembros
- Papa Emeritus II  – Voz
- Nameless Ghouls – Guitarra , bajo , teclado , batería , guitarra rítmica
- Dave Grohl – Batería y producción en «I'm a Marionette»
- Alan Forbes - Arte